# Bacher Emil
Bacher Emil (Liptószentmiklós, 1854 – Budapest, 1926. október 15.) közgazdász.

## Élete
Bacher Simon fia, Bacher Vilmos testvére volt. Alapfokú tanulmányait Budapesten végezte, majd az egyetemi tanulmányokat külföldön fejezte be. Mint tisztviselő kezdte pályafutását a Viktória malomtrösztnél, amelynek később elnöke lett. A vállalatot szinte az egész világon ismertté tette, egyszersmind bekapcsolódott általa a hazai és nemzetközi pénzpiacba. Az első világháború következményeivel járó pénzügyi összeolmás után jelentékeny része volt a szanálási műveletekben, de a világpiaccal nem tudott lépést tartani, s amikor a malom részvényeinek értéke lezuhant, Bachernek kellett a felelősséget viselnie. Élete vége felé a Molinum Rt-vé alakult malom talpraállításán fáradozott, de a megfeszített munka közben hirtelen elhunyt. Bacher a pesti Izraelita Hitközség legjótékonyabb és legáldozatkészebb hívei közé tartozott, aki évenként komoly összegeket adott a hitközség intézményeinek fenntartására. A Pester Lloyd című lapba cikkeket írt a világ gabonapiacáról.